# Zeitgeist
Zeitgeist (/ˈzaɪtɡaɪst/, în germană pronunția /ˈtsaɪtɡaɪst/ Zeitgeistⓘ) este un concept din filozofia germană a secolelor al XVIII-lea și al XIX-lea, care înseamnă „spiritul epocii” sau „spiritul vremurilor”. El se referă la o forță invizibilă care influențează trăsăturile unei anumite epoci din istoria lumii.
Termenul este asociat acum în principal cu filozofia lui Hegel, contrastând cu utilizarea de către Hegel a conceptelor Volksgeist („spiritul național”) și Weltgeist („spiritul lumii”), dar inventarea și popularizarea lui este mai veche și se datorează în mare parte lui Herder și Goethe. Alți filozofi care au fost asociați cu acest gen de idei sunt Spencer și Voltaire.
Utilizarea contemporană a termenului se poate referi, într-un mod mai pragmatic, la un stil de gândire (obicei, atitudine etc.) care este considerat a fi acceptabil sau de bun gust în contextul unei anumite epoci.

## Hegel
Hegel în Fenomenologia spiritului (1807) utilizează termenii Weltgeist și Volksgeist, dar preferă expresia Geist der Zeiten („spiritul vremii”) în locul compusului Zeitgeist.
Conceptul hegelian nu contrastează neapărat cu teoria omului mare a lui Thomas Carlyle, care percepe istoria ca rezultat al acțiunilor unor eroi și genii, deoarece Hegel îi percepea pe acești „oameni mari”, în special Napoleon, ca „personificare a spiritului universal” (Die Weltseele zu Pferde „sufletul lumii călare pe cal”).
Hegel credea că arta reflectă, prin însăși natura sa, cultura epocii în care este creată. Arta și cultura sunt strâns legate între ele, deoarece artistul individual este un produs al vremurilor sale și imprimă, prin urmare, cultura epocii în fiecare operă de artă. În plus, el credea că în epoca modernă nu poate fi creată arta clasică, ce reprezenta în opinia lui o „cultură etică liberă”, care depindea mai mult de filosofia artei și de teoria artei și nu era o reflectare a unui concept social sau Zeitgeist care-și punea amprenta asupra operei unui artist.

## Legături externe
- Christian Adolph Klotz
- Christian Adolf Klotz în: Meyers Konversations-Lexikon, 4. Aufl., 1888, vol. 9, p. 859
- Dirk Goettsche. „Zeitgeist”. Words of the World. Brady Haran (University of Nottingham). Arhivat din original la 6 august 2019. Accesat în 14 august 2019.